# Book (They Might Be Giants)
Book è il ventitreesimo album in studio del gruppo rock alternativo di New York City They Might Be Giants, pubblicato il 12 novembre 2021. È stato pubblicato come download digitale, compact disc, disco in vinile, cassetta, nastro a 8 tracce e libro con copertina rigida più CD.
L'album è stato annunciato nel luglio 2020. È stato pubblicato insieme a un libro di 144 pagine che contiene i testi di 14 delle 15 canzoni dell'album, così come brani dell'EP di accompagnamento "The Pamphlet" e altri recenti album di They Might Be Giants. I testi appaiono sotto forma di poesie in formato foto di accompagnamento.
Il libro è stato nominato per un Grammy Award per il miglior pacchetto in scatola o edizione speciale limitata.

## Tracce
1. Synopsis for Latecomers
2. Moonbeam Rays
3. I Broke My Own Rule
4. Brontosaurus
5. Lord Snowdon
6. If Day for Winnipeg
7. I Can't Remember the Dream
8. Drown the Clown
9. Darling, the Dose
10. I Lost Thursday
11. Part of You Wants to Believe Me
12. Super Cool
13. Wait Actually Yeah No
14. Quit the Circus
15. Less Than One